# Helichrysum neo-caledonicum
Helichrysum neo-caledonicum là một loài thực vật có hoa trong họ Cúc. Loài này được Schltr. mô tả khoa học đầu tiên năm 1906.